# 타 (단위)
타(打) 또는 타신(打臣) 또는 다스(일본어: ダース ←영어: dozen, 간단히 doz 또는 dz로 줄여서 사용)는 12의 그룹이다. 초기에 다스를 사용했던 이유는 한 해를 12개월 주기로 사용했던 것에서 비롯된 것으로 짐작된다. 12가 편한 이유는 18 아래의 숫자들 가운데 가장 많은 약수를 지닌 숫자이기 때문이다. 12를 기본 단위로 사용하는 것을 십이진법(dozenal)이라고 하며 이는 메소포타미아에서 기원한다. 제빵사의 다스(baker's dozen)는 큰 다스(big dozen, long dozen)라고 하며 13을 가리킨다. 나라에 따라 일부 제품은 다스 단위로 포장되거나 판매되며, 종종 음식(12개의 달걀) 따위에 쓰인다. 다스는 수많은 항목을 표현하기 위해 사용할 수도 있다.

## 용어
타(打) 또는 다스는 유럽어의 음역이다. 영어 낱말로는 dozen이며 이는 12개의 군집을 의미하는 프랑스어 낱말의 오래된 형태인 douzaine에서 비롯한다.

## 제빵사의 다스

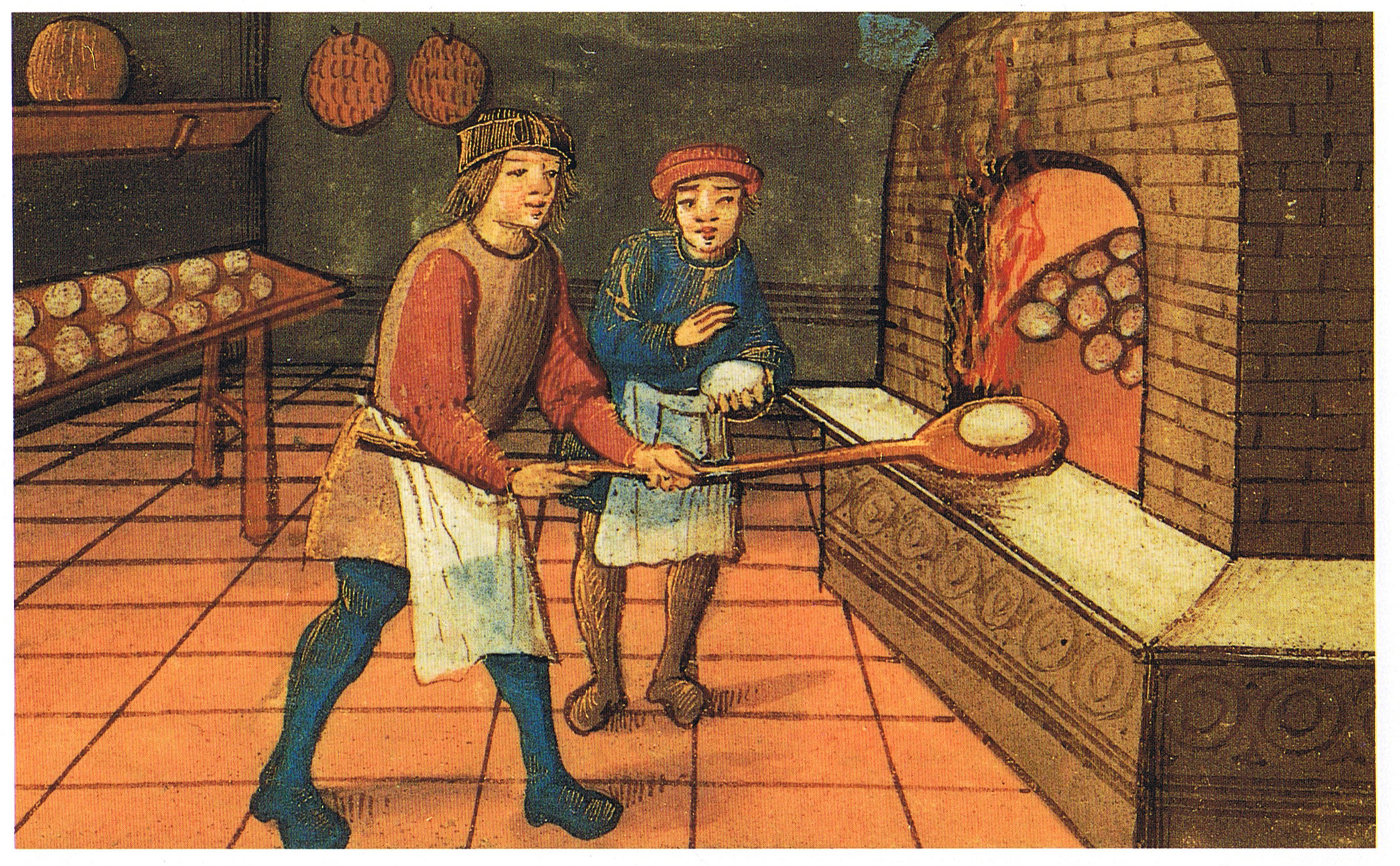
제빵사의 다스는 제빵사가 고객에게 무게를 속인다는 비난을 피하는 한 방법으로서 기원한 것으로 간주된다.

제빵사의 다스(baker's dozen)는 13을 가리키며 이는 표준 다스 보다 하나 더 크다. 오늘날 제빵사의 다스는 13개의 물건(종종 구운 음식)을 묶는 용도로 널리 사용된다.